# ArenaBowl
L'ArenaBowl est la finale du championnat de football américain en salle organisé par l'Arena Football League.
De 1987 à 2004, l'ArenaBowl se déroule chez l'équipe ayant obtenu les meilleurs résultats au cours de la saison ou l'équipe issue des playoffs avec le meilleur rang après la saison régulière.
En octobre 2004, l'AFL annonce que les ArenaBowl XIX à XXII se dérouleront sur terrain neutre soit à Las Vegas au Thomas & Mack Center.
Après l'interruption due à la faillite en 2009, la formule initiale est réintroduite pour les saisons 2010 et 2011. Le site neutre est de retour pour les ArenaBowl XXV à XXVI (2012 et 2013). En 2014, l'AFL annonce que ce sera l'équipe, qualifiée pour l'ArenaBowl, avec le meilleur rang en fin de saison régulière qui accueillera le match.
Cependant en 2018, l'AFL annonce que dorénavant, ce sera l'équipe finaliste avec la meilleure moyenne de spectateurs au cours de la saison régulière qui accueillera l'ArenaBowl. Cette règle ne peut cependant pas s'appliquer en 2018 puisque des travaux de rénovation du stade des Valor de Washington (le Capital One Arena) avaient déjà été programmés dès la fin de la saison régulière. Le match a donc du être joué à Baltimore malgré une meilleure assistance à Washington.

## Palmarès
| ArenaBowl        | Date | Vainqueur               | Score | Finaliste                |
| ---------------- | ---- | ----------------------- | ----- | ------------------------ |
| ArenaBowl I      | 1987 | Dynamite de Denver      | 45-16 | Gladiators de Pittsburgh |
| ArenaBowl II     | 1988 | Drive de Détroit        | 24-13 | Bruisers de Chicago      |
| ArenaBowl III    | 1989 | Drive de Détroit        | 39-26 | Gladiators de Pittsburgh |
| ArenaBowl IV     | 1990 | Drive de Détroit        | 51-27 | Texans de Dallas         |
| ArenaBowl V      | 1991 | Storm de Tampa Bay      | 48-42 | Drive de Détroit         |
| ArenaBowl VI     | 1992 | Drive de Détroit        | 56-38 | Predators d'Orlando      |
| ArenaBowl VII    | 1993 | Storm de Tampa Bay      | 51-31 | Drive de Détroit         |
| ArenaBowl VIII   | 1994 | Rattlers de l'Arizona   | 36-31 | Predators d'Orlando      |
| ArenaBowl IX     | 1995 | Storm de Tampa Bay      | 48-35 | Predators d'Orlando      |
| ArenaBowl X      | 1996 | Storm de Tampa Bay      | 48-42 | Barnstormers de l'Iowa   |
| ArenaBowl XI     | 1997 | Rattlers de l'Arizona   | 55-33 | Barnstormers de l'Iowa   |
| ArenaBowl XII    | 1998 | Predators d'Orlando     | 62-31 | Storm de Tampa Bay       |
| ArenaBowl XIII   | 1999 | Firebirds d'Albany      | 59-48 | Predators d'Orlando      |
| ArenaBowl XIV    | 2000 | Predators d'Orlando     | 41-38 | Kats de Nashville        |
| ArenaBowl XV     | 2001 | Rampage de Grand Rapids | 64-42 | Kats de Nashville        |
| ArenaBowl XVI    | 2002 | SaberCats de San José   | 52-14 | Rattlers de l'Arizona    |
| ArenaBowl XVII   | 2003 | Storm de Tampa Bay      | 43-29 | Rattlers de l'Arizona    |
| ArenaBowl XVIII  | 2004 | SaberCats de San José   | 69-62 | Rattlers de l'Arizona    |
| ArenaBowl XIX    | 2005 | Crush du Colorado       | 51-48 | Force de la Géorgie      |
| ArenaBowl XX     | 2006 | Chicago Rush            | 69-61 | Predators d'Orlando      |
| ArenaBowl XXI    | 2007 | SaberCats de San José   | 55-33 | Destroyers de Columbus   |
| ArenaBowl XXII   | 2008 | Soul de Philadelphie    | 59-56 | SaberCats de San José    |
| ArenaBowl XXIII  | 2010 | Shock de Spokane        | 69-57 | Storm de Tampa Bay       |
| ArenaBowl XXIV   | 2011 | Sharks de Jacksonville  | 73-70 | Rattlers de l'Arizona    |
| ArenaBowl XXV    | 2012 | Rattlers de l'Arizona   | 72-54 | Soul de Philadelphie     |
| ArenaBowl XXVI   | 2013 | Rattlers de l'Arizona   | 48-39 | Soul de Philadelphie     |
| ArenaBowl XXVII  | 2014 | Rattlers de l'Arizona   | 72-32 | Gladiators de Cleveland  |
| ArenaBowl XXVIII | 2015 | SaberCats de San José   | 68-47 | Sharks de Jacksonville   |
| ArenaBowl XXIX   | 2016 | Soul de Philadelphie    | 56-42 | Rattlers de l'Arizona    |
| ArenaBowl XXX    | 2017 | Soul de Philadelphie    | 44-40 | Storm de Tampa Bay       |
| ArenaBowl XXXI   | 2018 | Valor de Washington     | 69-55 | Brigade de Baltimore     |
| ArenaBowl XXXII  | 2019 | Empire d'Albany         | 45-27 | Soul de Philadelphie     |

- Les sept premiers ArenaBowls avaient été dénommés en fonction de l'année de leur tenue (l'ArenaBowl I avait été dénommé ArenaBowl 87, le suivant 88 et ainsi de suite). L'ArenaBowl XIII sera le premier à se voir doté d'un chiffre romain et dès lors les noms officiels des éditions précédentes sont transformés avec des chiffres romains.
- La franchise des Gladiators de Pittsburgh est relocalisée en 1991 et devient les Storm de Tampa Bay.
- La franchise des Kats de Nashville est relocalisée en 2002 et devient la Force de la Géorgie. Les Kats reviennent comme franchise d'extension en 2005 et récupèrent l'historique de l'ancienne franchise jusqu'au déménagement dans l'État de Géorgie. La Force est donc à considérer comme une franchise différente dont l'historique débute en 2002 jusqu'à sa dissolution en 2012.

## Statistiques par équipes
Mise à jour après l'ArenaBowl XXXI
| Équipe                  | Nb. | Années du titre              |
| ----------------------- | --- | ---------------------------- |
| Rattlers de l'Arizona   | 5   | 1994, 1997, 2012, 2013, 2014 |
| Storm de Tampa Bay      | 5   | 1991, 1993, 1995, 1996, 2003 |
| Drive de Détroit        | 4   | 1988, 1989, 1990, 1992       |
| SaberCats de San José   | 4   | 2002, 2004, 2007, 2015       |
| Soul de Philadelphie    | 3   | 2008, 2016, 2017             |
| Predators d'Orlando     | 2   | 1998, 2000                   |
| Firebirds d'Albany      | 1   | 1999                         |
| Rush de Chicago         | 1   | 2006                         |
| Crush du Colorado       | 1   | 2005                         |
| Dynamite de Denver      | 1   | 1987                         |
| Rampage de Grand Rapids | 1   | 2001                         |
| Sharks de Jacksonville  | 1   | 2011                         |
| Shock de Spokane        | 1   | 2010                         |
| Valor de Washington     | 1   | 2018                         |
| Empire d'Albany         | 1   | 2019                         |

## Les ArenaBowls en site neutre
| ArenaBowl      | Année | Ville                          | Salle                |
| -------------- | ----- | ------------------------------ | -------------------- |
| ArenaBowl XIX  | 2005  | Las Vegas, Nevada              | Thomas & Mack Center |
| ArenaBowl XX   | 2006  | Las Vegas, Nevada              | Thomas & Mack Center |
| ArenaBowl XXI  | 2007  | La Nouvelle-Orléans, Louisiane | Smoothie King Center |
| ArenaBowl XXII | 2008  | La Nouvelle-Orléans, Louisiane | Smoothie King Center |
| ArenaBowl XXV  | 2012  | La Nouvelle-Orléans, Louisiane | Smoothie King Center |
| ArenaBowl XXVI | 2013  | Orlando, Floride               | Amway Center         |